# Soltero con hijas
Soltero con hijas es una telenovela de comedia dramática mexicana producida por Juan Osorio para Televisa, entre 2019 y 2020. El reparto se confirmó el 13 de septiembre de 2019, la producción inició grabaciones el 17 de septiembre de 2019 y finalizó el 19 de febrero de 2020. La telenovela se estrenó en Las Estrellas el 28 de octubre de 2019 en sustitución de Cita a ciegas, y finalizó el 23 de febrero de 2020 siendo reemplazado por Como tú no hay 2.
Está protagonizada por Gabriel Soto y Vanessa Guzmán en su regreso a las telenovelas, junto con Irina Baeva y Juan Vidal en los roles antagónicos, y con las actuaciones estelares de Pablo Montero, Mayrín Villanueva, René Strickler, Laura Flores, Laura Vignatti, y los primeros actores Carlos Mata y María Sorté.

## Trama
Soltero con hijas se desarrolla en el exótico y colorido puerto de Acapulco y narra la romántica historia de Nicolás Contreras (Gabriel Soto) y Victoria Robles (Vanessa Guzmán), dos mundos contrapuestos que se unen al dar un giro radical en la vida del otro hallando la chispa de un amor sincero que lo cambiará todo. 
Nicolás es un solterón sin remedio aparente, un “chavorruco“ sin responsabilidades y adicto empedernidamente a la diversión y a las mujeres, siguiendo su premisa: «Siempre fiestero, pero siempre cumplidero». Paralelamente, Victoria es una espontánea psiquiatra que está a punto de casarse con Mauricio (Mauricio Aspe) hasta que éste cancela la boda, rompiendo hostilmente las ilusiones de Victoria por ser mamá y formar una familia. Por mero azar del destino, Nico y Victoria comienzan a frecuentarse accidentalmente en distintos lugares, iniciando su relación con el pie izquierdo a raíz de malos entendidos. 
El monótono estilo de vida de Nico se ve resquebrajado el día en que su hermana Cristina (Karla Gómez) y su cuñado Antonio (Víctor González) mueren en un accidente vehicular, dejando huérfanas a sus tres sobrinas: Camila (Azul Guaita), Alexa (Ana Tena) y Sofía (Charlotte Carter). A causa de este hecho, Cristina le encomienda a su hermano cuidar de sus hijas y jamás dejarlas desprotegidas. Esto lleva a Nico a hacerse cargo de sus tres sobrinas y llevarlas a vivir a su loft de soltero.
A partir de este momento, la vida de Nicolás se convierte en una lucha por llenar el hueco de padre y madre que las niñas necesitan, un rol del que cree no estar listo.
Con la ayuda de Victoria este reto de vida se convertirá en un próspero camino cultivado de felicidad, sumado a un amor repentino que comienzan a experimentar, no sin antes atravesar por diferentes obstáculos, como el Capitán Efraín (Carlos Mata), el padre de Victoria; Masha Simonova (Irina Baeva), una joven rusa cautivada por Nico; y Rodrigo Montero (Pablo Montero), un amor del pasado de Victoria, quienes se opondrán a su unión. En conjunto con Alondra Ruvalcaba (Laura Flores), familiar directo de las niñas, quien irrumpe en Acapulco para reclamar la custodia total de las niñas. Guiados por sus convicciones, Nicolás y Victoria abrirán sus corazones para aprender uno del otro, vencer las adversidades, crecer como seres humanos y darse cuenta de que, del odio al amor, hay tan solo un paso.

## Reparto

### Principales
- Gabriel Soto como Nicolás «Nico» Contreras Alarcón[9][10][11]
- Vanessa Guzmán como Victoria Robles Navarro[9]
- Mayrín Villanueva como Gabriela García Pérez de Del Paso[9]
- María Sorté como Úrsula Pérez
- Pablo Montero como Rodrigo Montero[9]
- Laura Flores como Alondra Ruvalcaba[12]
- Carlos Mata como el Capitán Efraín Robles «el Coronel»[13]
- Irina Baeva como Masha Simonova[14]
  - Zoé Torres como Masha Simonova (niña)
- Azul Guaita como Camila Paz Contreras[15]

### Recurrentes
- René Strickler como Juventino «Juve» del Paso[16]
- Laura Vignatti como Ileana Barrios Sánchez[15]
- Bárbara Islas como Coral Palma del Mar
- Paty Díaz como Leona Lenteja
- Jason Romo como Hugo Montero
- Juan Vidal como Robertino Rodríguez Rodríguez «el Calamal»
- Santiago Zenteno como el Padre Domingo García Pérez
- Mauricio Aspe como Mauricio Mijares[16]
- Lalo Palacios como Manuel «Manito»
- Sebastián Poza Villanueva como Juan Diego «Juandi» Barrios[15]
- Mauricio Arriaga como Samuel del Paso García
- Ruy Gaytán como Gustavo del Paso García
- Ana Tena como Alexa Paz Contreras
- Charlotte Carter como Sofía Paz Contreras
- Eivaut Rischen como Nikolai
- Yhoana Marell como Bárbara
- Víctor González como Antonio Paz Ruvalcaba
- Karla Gómez como Cristina Contreras Alarcón de Paz
- Marcelo Barceló como Adrián
- Nubia Martí como Madre Arcadia
- Natasha Cubria como Paulina
- Mónica Plehn como Natalia
- Paola Toyos como Fernanda
- Luis Gerardo Cuburu como Fernando
- Arturo Guizar como Lic. Bravo
- Gina Pedret como Dra. Rina
- Pablo Bracho como Agente Bracho
- Regina Dussauge como Pinita
- Sofía Karr como Madre Cita
- Tania Nicole como Nicole
- Regina Tiscareño como Isabel
- Arturo Lorca como Luis Muñoz

### Estrellas invitadas
- Emir Pabón como él mismo[17]
- Juan Osorio como él mismo[18]
- Emilio Osorio como él mismo[18]
- Leticia Calderón como Carmina
- Elidian como ellos mismos

## Episodios
| N.º | Título                                                  | Fecha de emisión original | Audiencia (millones) |
| --- | ------------------------------------------------------- | ------------------------- | -------------------- |
| 1 | «Siempre fiestero, pero siempre cumplidero»             | 28 de octubre de 2019     | 3.1                  |
| Nicolás es un soltero fiestero y sin compromisos. Victoria es una psiquiatra que buscara cumplir su sueño de ser mamá y tener una familia. Nicolás y Victoria se conocen en una pastelería en un momento muy atropellado, debido a que Nicolás está en busca de un pastel de cumpleaños para Sofía, su sobrina menor, y Victoria compra un pastel para su despedida de soltera. En un momento de ira, Victoria, junto con Ileana, deciden desinflar las llantas del automóvil de Nicolás, debido a que estorba para poder salir. Nicolás llega a la fiesta de Sofía, junto con el pastel, pero se equivoca en traer un pastel con el nombre equivocado, y una piñata temática del equipo de fútbol a la que su sobrina no es seguidora. Su hermana Cristina lo confronta por ser descuidado y muy despistado. Horas después, Nicolás invita a Juventino, su vecino, a una fiesta que organiza en su departamento, pero Gabriela, esposa de Juventino, descubre a su marido ambientado la fiesta. A la mañana siguiente, Nicolás se vuelve a encontrar de frente a Victoria, a lo cual hacen química por segunda vez. Durante el trayecto por la carretera de Pie de la Cuesta, Acapulco, Antonio empieza a sufrir un infarto mientras conduce, con Cristina como copiloto, pero pierde el control del volante mientras su paro se intensifica, provocando que se vuelquen en una curva. - Nota: Este episodio se preestrenó el 26 de octubre de 2019 a través de la página oficial y el canal de Youtube de Las Estrellas. |                                                         |                           |                      |
| 2 | «Ellas solo te tienen a ti»                             | 29 de octubre de 2019     | 3.3                  |
| Después de perder el control del vehículo, Antonio y Gabriela giran hasta caer por un pequeño precipicio, despiertan golpeados y la mujer no se puede mover, su esposo se arrastra hasta donde está ella y le asegura que todo va a estar bien y le jura que ella y sus hijas son lo que más ama en la vida. Después, Antonio muere en brazos de su esposa. Mientras tanto en el lobby del edificio, Nico y Victoria discuten y se insultan uno al otro hasta darse cuenta de que ambos viven en el mismo edificio y por si fuera poco, son cercanamente vecinos. Nico llega a trabajar al hotel pero inesperadamente recibe una llamada a su celular con una mala noticia. Victoria se prueba los vestidos de novia muy emocionada e ilusionada con el gran día de su boda, pero en eso llega Mauricio, su prometido para disculparse con ella, ya que el no puede casarse. Mientras tanto, Nico llega al hospital, le confirman que su cuñado falleció en el lugar del accidente y que su hermana está muy delicada. En eso, llegan las niñas preguntando desesperadamente por sus padres. Más tarde, Nico y las niñas entran a despedirse de su mamá, en su lecho de muerte, Cristina le encarga a sus hijas a Nico y le asegura que será un gran padre. |                                                         |                           |                      |
| 3 | «Como si fueran mis hijas»                              | 30 de octubre de 2019     | 2.9                  |
| Después del trágico accidente en donde Cristina y Antonio perdieron la vida, todos los conocidos le dan el pésame a la familia y las niñas le dedican unas emotivas palabras a sus padres. Al regresar del funeral, Nico les informa a sus sobrinas que él se quedará esa noche con ellas, mientras deciden que hacer con sus vidas en adelante. Mientras tanto, Nico sirve la cena para las niñas, El Calamal toca la puerta, con una orden de embargo. Nico se enfurece por la imprudencia del hombre y se le va a los golpes. Eso empeoró más las cosas, lo cual El Calamal reacciona sacándolos de la casa en ese instante. Nico decide llevarse a las niñas a su departamento, pero saliendo del elevador, se encuentran con Victoria quien había discutido con su tío anteriormente. Sofía, en cuanto la ve, reacciona corriendo a abrazarla. Nico no le da ninguna explicación de lo que sucedió a Victoria y ambos siguen su camino. Camila habla con su tío y le hace saber que está muy inmaduro para cuidar de ellas. |                                                         |                           |                      |
| 4 | «A pesar del dolor, la vida puede seguir siendo bonita» | 31 de octubre de 2019     | 2.9                  |
| Victoria e Ileana desayunan en un restaurante, pero se encuentran con Mauricio, mientras este se ve con otra mujer a quien saluda muy cariñosamente. Eso hace que Victoria se sienta aún más destrozada, pero se aguanta las lágrimas y va directo hacia su ex-prometido a embarrarle una rebanada pastel en la cara. Mientras tanto, en la escuela de las niñas, Nico recibe la mala noticia de que su hermana y cuñado tienen pendiente un adeudo de más de seis meses de colegiatura. Al no poder pagar la deuda, Nico va camino a casa a decirle a las niñas de que las cambiara de escuela. Al regresar al edificio, Don Efraín ve a Nico entrar a su departamento con Camila y llama a la policía para denunciarlo por acoso sexual a menores. Después, Nico les da la noticia del cambio de escuela a las niñas, pero ellas reaccionan deprimentemente. Alexa se encierra en el baño y asegura que no va a salir de ahí, se quedara a ver todos los memes que encuentre en redes sociales, hasta que le asegure que se va a quedar en su escuela de siempre. Cuando la policía llega debido a la denuncia de Don Efraín, Nicolás trata de explicarles que es un malentendido y que las niñas son sus sobrinas, pero no puede hasta que llega Victoria a ayudarlo. |                                                         |                           |                      |
| 5 | «¡Nico invita a cenar a Victoria!»                      | 1 de noviembre de 2019    | 2.7                  |
| Victoria sale a hablar con Nico sobre el malentendido que su padre hizo pasar y ella le pide una disculpa. Para aceptar su disculpa, Nico le propone una condición, que acepte salir a cenar con él en la noche. Nico llega al departamento, y sorprende a sus sobrinas pegando dibujos y decorando toda la sala, lo cual Nico estalla de furia. Las ñiñas le piden a su tío un espacio para que puedan tener su privacidad, a lo cual Nico les dice adaptara el despacho de su departamento para hacer una recámara más, la cual las niñas tendrán que compartir. Al caer noche, Nico llega al restaurante acordado con Victoria y al verla llegar se queda impactado de la manera agradable, viendo la belleza que la doctora lleva. Durante la cena, a Nico le llega una carta de advertencia, diciendo que tiene que pagar la deuda si no quiere hacer enojar al Calamal, quien resulta estar sentado a una mesa a lado, y de nueva cuenta, Victoria ve a Mauricio con la mujer que estaba desayunado anteriormente, la cual Mauricio descubre a Victoria cenando con Nico, y le hace una escena de celos a Victoria. Nico al ver como agrede Mau a Victoria, este le dice que ha estado interesado en Victoria y la besa en la mejilla, a lo cual Mauricio se retira con la mujer del restaurante. |                                                         |                           |                      |
| 6 | «Respiración de boca a boca»                            | 4 de noviembre de 2019    | 2.9                  |
| Al día siguiente, Nico lleva a sus sobrinas a conocer la nueva escuela donde estudiarán. Más tarde, las lleva con él a su trabajo y ahí, Camila se vuelve a encontrar con Juan Diego. Todos los funcionarios del hotel, junto con Victoria y su padre, están nerviosos por la llegada de Rodrigo Montero, dueño del hotel y antiguo amor Victoria. Rodrigo finalmente llega, pero todos se quedan sorprendidos al ver que no es la persona que esperaban, sino Hugo, el hijo joven de Rodrigo, resulta ser el verdadero dueño. Durante la entrega de premios, Nicolás le otorga el premio correspondiente a Victoria y resulta que alguien le cambió el premio por un mandil. En ese instante, Rodrigo llega a calmar la situación, por lo cual Victoria se pone nerviosa. Después del problema, el dueño del hotel regaña y le exige a Nicolás que encuentre al culpable. Más tarde, Victoria se siente abochornada por la situación, la cual trata de irse pero se encuentra con Rodrigo. Al darse la media vuelta, se encuentra con Nicolás y se desmaya cayendo al alberca. Los dos hombres se tiran a la alberca y salvan a la psiquiatra, después, Nico le da respiración boca a boca. |                                                         |                           |                      |
| 7 | «De ahora en adelante soy su tutor»                     | 5 de noviembre de 2019    | 3.0                  |
| Después del accidente que Victoria sufrió en la alberca, Nico y ella conversan acerca del incidente. En eso, Ileana aparece a interrumpir y el Nico la reconoce como la persona que le desinfló las llantas de su automóvil. Más tarde, Victoria llega al departamento de Nicolás con unas galletas como tregua de paz, un grupo de chicas visitan a Nico. Confundida por lo que está pasando, Sofía da aviso de que su hermana se escapó. Instantemente, Nico sale a buscar a Camila a la playa encargando a sus sobrinas con Victoria. La joven está con Juandi espiando a los ladrones de huevos de tortuga en la playa, pero al intentar detenerlos, aparece El Calamal, quien amenaza con desaparecerlos en el mar si se vuelven a meter en su negocio. En ese instante, Nico llega y nuevamente se enfrenta con su enemigo. El Calamal le advierte que si no le paga la primera parte de la deuda de su hermana, sus hijas lo pagarán. - Estrellas invitadas especiales: Emir Pabón como él mismo. |                                                         |                           |                      |
| 8 | «Santo que no es visto, no es adorado»                  | 6 de noviembre de 2019    | 2.8                  |
| Victoria se siente sola, pero Ileana le echa porras para que busque el amor. Rodrigo regaña a Nico por un lío de faldas. |                                                         |                           |                      |
| 9 | «San Antonio»                                           | 7 de noviembre de 2019    | 2.9                  |
| El Capitán presiona a Victoria para casarse. Nico se enfrenta a Rodrigo y, por ello, le pide un favor a su querida vecina. |                                                         |                           |                      |
| 10 | «El rey de la pista»                                    | 8 de noviembre de 2019    | 3.2                  |
| Victoria y Nico se encuentran en un antro y él la saca a bailar (aunque no les va muy bien que digamos). Alexa se emborracha en casa de Samuel. |                                                         |                           |                      |
| 11 | «¡Nico malo!»                                           | 11 de noviembre de 2019   | 3.1                  |
| La trabajadora social Leona Lenteja visita a Nico para ver si es apto para cuidar a las niñas. Rodrigo corre a Nico del hotel. |                                                         |                           |                      |
| 12 | «Romeo y Julieta»                                       | 12 de noviembre de 2019   | 3.0                  |
| Victoria trata de consolar a Nico con un abrazo, pero éste la rechaza. Más tarde, ambos representan una obra teatral con todo y beso. - Estrellas invitadas especiales: Juan Osorio y Emilio Osorio como ellos mismos (cameo). |                                                         |                           |                      |
| 13 | «El casting»                                            | 13 de noviembre de 2019   | 3.2                  |
| Las niñas audicionan para el papel de Julieta mientras una infección ataca al hotel. |                                                         |                           |                      |
| 14 | «Un vacío en mi corazón»                                | 14 de noviembre de 2019   | 3.2                  |
| Victoria se entera de que no podrá tener hijos. Rodrigo aceptar darle una nueva oportunidad a Nico. |                                                         |                           |                      |
| 15 | «Por fin van a conocer a Masha Simonova»                | 15 de noviembre de 2019   | 3.0                  |
| Masha está a punto de llegar a Acapulco. Gabriela le pide a Juventino irse de la casa y Rodrigo cuestiona a Nico sobre Victoria. |                                                         |                           |                      |
| 16 | «Problemas de acné»                                     | 18 de noviembre de 2019   | 2.9                  |
| Alexa despierta con un severo problema de acné, la cual se trataba cuando ella iba al dermatólogo, a lo cual Victoria la ayuda preparándole una mascarilla para el acné. La trabajadora social va de visita al departamento de Nico a inspeccionar la despensa y las condiciones del hogar. Cuando la trabajadora le pregunta a Nico en donde están los muebles para sus sobrinas, el timbre suena de su puerta a lo cual Victoria abre la puerta, y para sorpresa inesperada de Nico son los muebles que Victoria adquirió. Victoria le ayuda a Nico a acomodar los muebles para las niñas y éste le pide perdón por cómo él se ha comportado con ella últimamente. |                                                         |                           |                      |
| 17 | «El incendio»                                           | 19 de noviembre de 2019   | 2.9                  |
| Nikolai busca al Coronel Robles a su casa, pero solo para avisarle a Masha de que el y su hija viven en Acapulco. Ileana invita a cenar a Victoria a su casa, pero la noche se saldrá de control cuando su exmarido y papá de Juandi, provoca un incendio desde afuera de la casa de Ileana y bloquea todas las puertas de la casa para poder lograr su cometido. Desesperadas, Ileana y Victoria comienzan a pedir ayuda, al igual de Juandi, pero nunca se imaginan que Rodrigo llegaría a salvarlas. |                                                         |                           |                      |
| 18 | «Victoria se va a casar con… ¡Nicolás Contreras!»       | 20 de noviembre de 2019   | 3.0                  |
| Nico hace un pacto con sus sobrinas. Rodrigo le confiesa a Victoria que la ama y la odia a la vez. Nico y Victoria tendrán una boda naval. |                                                         |                           |                      |
| 19 | «Creo que me estoy enamorando»                          | 21 de noviembre de 2019   | 3.1                  |
| Nico y Victoria se casan y aceptan que algo pasa entre ellos, más si lo sellan con un gran beso de amor. Ileana le confiesa la verdad a Juandi. |                                                         |                           |                      |
| 20 | «La maestra Masha Simonova»                             | 22 de noviembre de 2019   | 3.0                  |
| Masha llega a Acapulco para hacer negocios en el hotel, pero su presencia alterará a Nico, a Victoria y al mismísimo Capitán. |                                                         |                           |                      |
| 21 | «Va a ser una noche explosiva»                          | 25 de noviembre de 2019   | 2.9                  |
| Por culpa de un fotomontaje de Alexa que se filtra en la red, Leona le quita la custodia de la pequeña a Nico. Aparece el padre de Juandi. Masha y Victoria se enfrentan. |                                                         |                           |                      |
| 22 | «Voy a luchar por ustedes»                              | 26 de noviembre de 2019   | 3.0                  |
| Leona se lleva a Alexa, pero Nico le jura que hará todo lo posible para que regrese con la familia. Victoria y Rodrigo pelean. |                                                         |                           |                      |
| 23 | «Este amor que sentimos»                                | 27 de noviembre de 2019   | 2.9                  |
| Nico y Victoria se confiesan sus sentimientos y ambos se comprometen a dar lo mejor de sí. Camila le dice a Juandi que siente algo por Hugo. |                                                         |                           |                      |
| 24 | «Nicolás Contreras, ¿quieres casarte conmigo?»          | 28 de noviembre de 2019   | 2.8                  |
| Victoria le propone matrimonio a Nico para ayudarle a recuperar a Alexa. Masha seduce a Nico y El Calamal le revela su verdadera identidad a Juandi. |                                                         |                           |                      |
| 25 | «¿Quieres ser mi novia?»                                | 29 de noviembre de 2019   | 2.8                  |
| Nico le hace una romántica propuesta a Victoria, El Calamal le manda una notificación a Ileana y Masha es hija del Capitán. |                                                         |                           |                      |
| 26 | «El juicio de Alexa»                                    | 2 de diciembre de 2019    | 2.5                  |
| El día del juicio llega. Nico y Victoria tratarán de recuperar a Alexa y Masha logra encontrar a la abuela de las niñas. |                                                         |                           |                      |
| 27 | «Nuestra última esperanza»                              | 3 de diciembre de 2019    | 2.9                  |
| Nico le pide ayuda a Alondra para salvar a las niñas. Isabel da a luz a una niña y Victoria toma una decisión que cambiará su vida. |                                                         |                           |                      |
| 28 | «Una sorpresa que cambiará sus vidas»                   | 4 de diciembre de 2019    | 2.6                  |
| Masha coquetea con Nico para separarlo de Victoria. Alexa vuelve a grabar un video que altera a la familia y Juandi rechaza al Calamal. |                                                         |                           |                      |
| 29 | «Traicionaste nuestra confianza»                        | 5 de diciembre de 2019    | 2.7                  |
| Victoria ve una foto de Nico y Masha besándose y lo confronta. Masha decide quedarse a vivir en Acapulco y Camila y Hugo ya son novios. |                                                         |                           |                      |
| 30 | «La verdad siempre sale a la luz»                       | 6 de diciembre de 2019    | 2.9                  |
| Ileana es detenida. Juandi le declara sus sentimientos a Camila. Una familia adopta a Alexa y Samuel confiesa sus robos. |                                                         |                           |                      |
| 31 | «El enemigo de todos»                                   | 9 de diciembre de 2019    | 2.6                  |
| El Calamal filtra imágenes comprometedoras de todos y pelea con Nico por Juandi. Nico le pide perdón a Victoria y le jura que no habrá más mentiras. |                                                         |                           |                      |
| 32 | «No quiero estorbos»                                    | 10 de diciembre de 2019   | 2.7                  |
| Nico trata de salvar a Alexa de sus padres adoptivos. Masha le exige al Calamal quitarse de su camino. Victoria sufre una dolorosa pérdida. |                                                         |                           |                      |
| 33 | «Orden de restricción»                                  | 11 de diciembre de 2019   | 2.1                  |
| Doña Alondra humilla a Victoria y le quita la custodia a Nico. Juandi hace un pacto con el Calamal e Ileana se declara culpable. |                                                         |                           |                      |
| 34 | «Tu amor me hace débil»                                 | 12 de diciembre de 2019   | 2.4                  |
| Nico termina con Victoria. El Capitán recibe una terrible noticia. El Calamal le demuestra a Masha que pueden ser grandes aliados. |                                                         |                           |                      |
| 35 | «Tu dolor es mi dolor»                                  | 13 de diciembre de 2019   | 2.5                  |
| Rodrigo consuela a Victoria por su truene con Nico. Doña Alondra le pone condiciones a Nico para ver a las niñas y Victoria confronta al Capitán al saber su secreto. |                                                         |                           |                      |
| 36 | «Tortura del destino»                                   | 16 de diciembre de 2019   | 2.5                  |
| Victoria se sorprende al ver que el gran amor del Capitán se parece a Masha. Rodrigo confronta a Nico y doña Alondra cuenta por qué se alejó de las niñas. |                                                         |                           |                      |
| 37 | «Todos necesitamos un comienzo»                         | 17 de diciembre de 2019   | 2.7                  |
| Ileana sale de prisión. Masha pide el despido de Gabriela. Doña Alondra enfrenta al Calamal y Doña Úrsula besa al Capitán. |                                                         |                           |                      |
| 38 | «El último abrazo de nuestra vida»                      | 18 de diciembre de 2019   | 3.0                  |
| Nico se muda a la bodega, donde será ‘atacado’ por una rata. Juve y Gabriela se reconcilian y Masha no se quedará de brazos cruzados. |                                                         |                           |                      |
| 39 | «Esta batalla apenas comienza»                          | 19 de diciembre de 2019   | —                    |
| Doña Úrsula y Doña Alondra se declaran la guerra. Victoria cree haber visto a Nico y a Masha en lujuriosa situación y Rodrigo descubre que lo están espiando. |                                                         |                           |                      |
| 40 | «¡Se están peleando!»                                   | 20 de diciembre de 2019   | —                    |
| Doña Alondra y Doña Úrsula se enfrentan en las elecciones de condominio. Rodrigo y Nico pelean por Victoria y Masha confiesa estar enamorada. |                                                         |                           |                      |
| 41 | «Una señal del destino»                                 | 23 de diciembre de 2019   | —                    |
| Hugo y Camila se dan su primer beso. Nico y Masha se quedan encerrados en una bodega y Rodrigo y Victoria pasan un día juntos en el mar. |                                                         |                           |                      |
| 42 | «¡Rodrigo y Victoria se besan!»                         | 24 de diciembre de 2019   | —                    |
| Rodrigo y Victoria se besan, pero ella le pide tiempo. Doña Alondra cacha a Hugo y a Camila y los regaña, y la Navidad está a punto de tocar suelo en Acapulco. |                                                         |                           |                      |
| 43 | «Yo sí te digo las cosas de frente»                     | 25 de diciembre de 2019   | —                    |
| Victoria enfrenta a Masha. Camila está triste por su lesión. Juve es el nuevo gerente del hotel y El Capitán descubre un terrible secreto. |                                                         |                           |                      |
| 44 | «Es hora de enfrentar las cosas»                        | 26 de diciembre de 2019   | —                    |
| Masha acepta ser hija de Claudia y Victoria quiere que se hagan una prueba de ADN. Rodrigo y Hugo les llevan serenata a Victoria y a Camila. |                                                         |                           |                      |
| 45 | «¡San Nico!»                                            | 27 de diciembre de 2019   | —                    |
| Nico se disfraza de Santa Claus para darles una sorpresa a sus sobrinas y a los Del Paso. Victoria y Rodrigo brindan juntos por la Navidad. |                                                         |                           |                      |
| 46 | «Ustedes son mis hijas»                                 | 30 de diciembre de 2019   | —                    |
| A pesar de las fricciones con Alondra, Nico fortalece su relación con las niñas. Victoria está preocupada por los resultados del ADN. |                                                         |                           |                      |
| 47 | «Tú y Masha son hermanas»                               | 31 de diciembre de 2019   | —                    |
| Victoria recibe el veredicto de la prueba de ADN y lo lee enfrente de Masha y Efraín. El resultado es positivo; son hermanas. |                                                         |                           |                      |
| 48 | «Yo amo y seguiré amando a Victoria»                    | 1 de enero de 2020        | —                    |
| Nico decide ser honesto con Masha y decirle que nunca podrá amarla, pues está enamorado de Victoria. |                                                         |                           |                      |
| 49 | «¿Por qué terminaste con ella?»                         | 2 de enero de 2020        | —                    |
| Ileana confronta a Nico y le pregunta por qué le rompió el corazón a Victoria. Sin embargo, Nico no puede decirle toda la verdad. |                                                         |                           |                      |
| 50 | «Feliz año nuevo»                                       | 3 de enero de 2020        | 2.6                  |
| En medio de conflictos, desamores y malentendidos, todos se unen y celebran la llegada del año nuevo. |                                                         |                           |                      |
| 51 | «Solteras con tío»                                      | 6 de enero de 2020        | 2.6                  |
| Camila y Alexa terminan sus relaciones amorosas. Rodrigo planea pedirle matrimonio a Victoria. Ileana le confiesa su secreto a Victoria. |                                                         |                           |                      |
| 52 | «El Capitán sufre un infarto»                           | 7 de enero de 2020        | 3.3                  |
| El Capitán es atacado por unos hombres y es encontrado inconsciente por Nico. Úrsula e Ileana confrontan a Masha. |                                                         |                           |                      |
| 53 | «Tengo que dar el golpe final»                          | 8 de enero de 2020        | 3.6                  |
| Masha no permitirá que la humillen, así que planea secuestrar a las hermanas Paz. Úrsula le cuenta a Rodrigo por qué Nico dejó a Victoria. |                                                         |                           |                      |
| 54 | «Ve por la mujer que amas»                              | 9 de enero de 2020        | 3.4                  |
| Rodrigo le confiesa a Victoria el secreto de Nico y éste intenta arreglar las cosas. Masha da inicio a su plan contra las hermanas Paz. |                                                         |                           |                      |
| 55 | «El secuestro de las hermanas Paz»                      | 10 de enero de 2020       | 3.5                  |
| El Calamal y Masha raptan a las niñas y hieren a Nico. Victoria e Ileana vuelven a ser hermanas. Alondra les pide perdón a Nico y a Victoria. |                                                         |                           |                      |
| 56 | «Lo más importante es la familia»                       | 13 de enero de 2020       | 3.6                  |
| Victoria y Nico deciden juntos ir a rescatar a las hermanas Paz y todas las familias se unen por amor. |                                                         |                           |                      |
| 57 | «Hoy es el día de abrir ventanas al amor»               | 14 de enero de 2020       | 3.6                  |
| Nico le asegura a Victoria que le demostrará cuánto la ama y ella acepta seguir adelante (con condiciones). Juandi le pide a Camila salir como pareja. |                                                         |                           |                      |
| 58 | «Sola y abandonada»                                     | 15 de enero de 2020       | 3.5                  |
| Victoria y El Capitán visitan a Masha en la cárcel, pero Victoria no está dispuesta a perdonarla; Nico y Victoria se confiesan su amor, pero aún no serán novios. |                                                         |                           |                      |
| 59 | «El radical cambio de look de Camila»                   | 16 de enero de 2020       | 3.4                  |
| Camila busca su verdadero yo y comienza con un cambio físico; Nico está dispuesto a dejar la soltería y reconquistar a Victoria. Alexa ofrece una disculpa a Victoria por su comportamiento. |                                                         |                           |                      |
| 60 | «El mejor postre de su vida»                            | 17 de enero de 2020       | 3.5                  |
| Nico le prepara una gran sorpresa a Victoria para formalizar su relación. Camila insulta a su abuela y los Del Paso viven una maldición. |                                                         |                           |                      |
| 61 | «El anillo de compromiso»                               | 20 de enero de 2020       | 3.5                  |
| Nico esconde el anillo en el pastel, pero Victoria se lo traga, a lo cual terminan en el hospital. Camila y Alondra vuelven a pelear. |                                                         |                           |                      |
| 62 | «Un salto de fe»                                        | 21 de enero de 2020       | 3.4                  |
| Nico lleva a Victoria a La Quebrada para demostrarle que por amor sería capaz de aventarse y para volverle a pedir matrimonio. |                                                         |                           |                      |
| 63 | «Nico pide la mano de Victoria»                         | 22 de enero de 2020       | 3.3                  |
| Nico le pregunta al Capitán si le da permiso de casarse con Victoria; Rodrigo confiesa estar enamorado de Ileana. |                                                         |                           |                      |
| 64 | «Masha está arrepentida de todo el mal que hizo»        | 23 de enero de 2020       | 3.4                  |
| El Capitán visita a Masha en prisión y ella le pide perdón; Nico y Victoria fijan la fecha de la boda. |                                                         |                           |                      |
| 65 | «Despedida de solteros»                                 | 24 de enero de 2020       | 3.6                  |
| Nico y Victoria celebran con sus familiares, amigos y mucha diversión el fin de su soltería; Ileana sabe que entre ella y Rodrigo no puede haber nada. |                                                         |                           |                      |
| 66 | «Bienvenidos a una nueva vida»                          | 27 de enero de 2020       | 3.7                  |
| Nico y Victoria acaban teniendo una despedida de soltero mixta y están listos para unir sus vidas. Masha les manda un regalo de bodas. |                                                         |                           |                      |
| 67 | «Los declaro marido y mujer»                            | 28 de enero de 2020       | 3.9                  |
| Nico y Victoria se casan en dos hermosas ceremonias: una debajo del mar y otra junto a todos sus seres queridos. |                                                         |                           |                      |
| 68 | «La primera noche de casados»                           | 29 de enero de 2020       | 3.1                  |
| Nico y Victoria pasan su primer día de matrimonio en un yate. Juandi y Camila se besan y Masha hará todo para lograr el perdón. |                                                         |                           |                      |
| 69 | «Casados con hijas»                                     | 30 de enero de 2020       | 3.2                  |
| Nico, Victoria y las hermanas Paz disfrutan sus vacaciones en la Ciudad de México. Rodrigo le declara su amor a Ileana. |                                                         |                           |                      |
| 70 | «Problemas en casa»                                     | 31 de enero de 2020       | 3.4                  |
| La primera noche como familia no resulta nada sencilla para Nico y Victoria, menos cuando Alondra les anuncia que ahora ellos deben pagar las cuentas de las niñas. |                                                         |                           |                      |
| 71 | «¿Ya te arrepentiste?»                                  | 3 de febrero de 2020      | 3.4                  |
| Nico tiene miedo de la llegada de un nuevo bebé, pues tres niñas le parecen suficiente con qué lidiar. ¿Qué dirá Victoria al respecto? |                                                         |                           |                      |
| 72 | «Acto de rebeldía»                                      | 4 de febrero de 2020      | 3.8                  |
| Nico y Victoria se estresan por la actitud de las niñas, pero éstas les piden comprenderlas por todo lo que han vivido. Ileana pasa un mal momento en su cita con Rodrigo. |                                                         |                           |                      |
| 73 | «Los XV años de Alexa»                                  | 5 de febrero de 2020      | 3.6                  |
| Nico trata de convencer a Emilio Marcos de presentarse en la fiesta de Alexa. Juventino renuncia al hotel y Masha podría estar muy enferma. - Estrellas invitadas especiales: Juan Osorio y Emilio Osorio como ellos mismos. |                                                         |                           |                      |
| 74 | «Una hermosa quinceañera»                               | 6 de febrero de 2020      | 3.4                  |
| Emilio Marcos llega a cantar a los XV de Alexa, donde la festejada presenta a Adrián como su novio. Masha tiene la enfermedad de Lyme. - Estrellas invitadas especiales: Emilio Osorio como él mismo. |                                                         |                           |                      |
| 75 | «Nuestro amor es inevitable»                            | 7 de febrero de 2020      | 3.4                  |
| Rodrigo e Ileana se besan; Hugo acepta su relación, pero éste se une al Calamal para separarlos. Victoria se desmaya, ¿estará embarazada? |                                                         |                           |                      |
| 76 | «¡Marido rabo verde!»                                   | 10 de febrero de 2020     | 3.2                  |
| Victoria encuentra a Nico en sensual sesión fotográfica y lo castiga. Rodrigo le pide a Ileana ser su novia. |                                                         |                           |                      |
| 77 | «La peor villana del cuento»                            | 11 de febrero de 2020     | 3.6                  |
| La madre superiora expulsa tanto a Alexa como Samuel de la escuela y Juventino explota contra los Paz Contreras, provocando que ambas familias se separen. |                                                         |                           |                      |
| 78 | «Victoria está embarazada»                              | 12 de febrero de 2020     | 3.4                  |
| Victoria descubre que espera un bebé y Nico tiene todos los síntomas del embarazo. La vida de Masha corre peligro. |                                                         |                           |                      |
| 79 | «¡Estamos embarazados!»                                 | 13 de febrero de 2020     | 3.4                  |
| Victoria y Nico les anuncian a las familias sobre el bebé que esperan, pero Sofi no reacciona muy bien. Masha está al borde de la muerte. |                                                         |                           |                      |
| 80 | «Te perdono desde el fondo de mi corazón»               | 14 de febrero de 2020     | 3.2                  |
| Victoria se reúne con Masha y acepta sus disculpas. Gaby y la madre superiora pelean y Nico le exige a Alexa cerrar su canal. |                                                         |                           |                      |
| 81 | «Camila y Juandi tienen su primera vez»                 | 17 de febrero de 2020     | 3.7                  |
| Camila y Juandi consuman su amor en el yate. Victoria podría estar esperando más de un bebé e Ileana sufre en su presentación en sociedad. |                                                         |                           |                      |
| 82 | «La gran maestra Masha Simonova»                        | 18 de febrero de 2020     | 3.8                  |
| Masha asesina a la doctora y se escapa del hospital. Nico y Victoria serán papás de unos gemelos y atacan a Camila en redes sociales. |                                                         |                           |                      |
| 83 | «Ocho meses después»                                    | 19 de febrero de 2020     | 3.5                  |
| El Calamal intenta matar a Ilieana y une fuerzas con Masha. La familia Paz Contreras disfruta un día en la playa |                                                         |                           |                      |
| 84 | «Victoria y los bebés corren riesgo de muerte»          | 20 de febrero de 2020     | 4.0                  |
| El Calamal trata de matar a Ileana, pero Victoria se interpone y la vida de ella y los gemelos está en peligro. |                                                         |                           |                      |
| 85 | «Masha secuestra al bebé de Nico y Victoria»            | 21 de febrero de 2020     | 3.9                  |
| Masha ya comenzó su venganza contra Nico y Victoria al robarse a su hijo del hospital. Coral es descubierta por los Del Paso. |                                                         |                           |                      |
| 8687 | «Cada segundo cuenta»«Casado y con cinco hijos»         | 23 de febrero de 2020     | 3.9                  |
| Nico y Victoria están desesperados por su bebé, pero Coral logra drogar a Masha y se los devuelve en un acto de fe. El Calamal secuestra a Juandi. Victoria le organiza a Nico una fiesta por su cumpleaños, pero llega Masha a querer destruirlos. Cada familia por fin será feliz. |                                                         |                           |                      |

## Recepción

### Audiencia
| Temporada | Horario (CT)                                                       | Episodios | Primera emisión       | Primera emisión      | Última emisión        | Última emisión       | Promedio de espectadores (millones) |
| Temporada | Horario (CT)                                                       | Episodios | Fecha                 | Audiencia (millones) | Fecha                 | Audiencia (millones) | Promedio de espectadores (millones) |
| --------- | ------------------------------------------------------------------ | --------- | --------------------- | -------------------- | --------------------- | -------------------- | ----------------------------------- |
| 1         | lunes a viernes 20:30 - 21:30 h. domingo 21:00 - 23:00 h. (ep. 86) | 86        | 28 de octubre de 2019 | 3.1                  | 23 de febrero de 2020 | 3.9                  | —                                   |

### Crítica
El sitio La Hora de la Novela le otorgó una calificación final de 5/10 argumentando en su crítica: “Soltero con Hijas es el tipo de telenovelas que escribiría un niño de secundaria que se la pasó su infancia viendo telenovelas de Televisa. No hubo madurez en su planteamiento, ni en la concepción de sus personajes ni en las cosas que sucedían. Hasta el final -cuyas locaciones ni parecían filmadas en Acapulco- fue lo mismo de siempre, parejas enamoradas, una villana desquiciada y una celebración”.
El crítico Álvaro Cueva escribió en Milenio: “Soltero con hijas es eso, un espectáculo que nos invita a pensar en otras cosas, a relajarnos y a que todos nos sentemos juntos frente a la tele: padres, hijos, abuelitos. Si la observa con cuidado va a encontrar una poderosa historia de amor, pero no en los dolorosos términos de antes”.

## Premios y nominaciones

### TV Adicto Golden Awards 2019
| Categoría                    | Nomimados                                                                  | Resultado |
| ---------------------------- | -------------------------------------------------------------------------- | --------- |
| Mejor producción             | Juan Osorio                                                                | Ganador   |
| Mejor telenovela de Televisa | Juan Osorio                                                                | Ganador   |
| Mejor canción                | «La playita» (Emilio Osorio) «Soltero» (Los Ángeles Azules y Luis Coronel) | Ganadores |

### Premios TVyNovelas 2020
| Categoría                  | Nominados                      | Resultados |
| -------------------------- | ------------------------------ | ---------- |
| Mejor telenovela           | Juan Osorio                    | Nominado   |
| Mejor actriz de telenovela | Vanessa Guzmán                 | Nominada   |
| Mejor actor de telenovela  | Gabriel Soto                   | Nominado   |
| Los favoritos del público  |                                |            |
| Cachetadón del año         | Laura Vignatti a Irina Baeva   | Nominadas  |
| La villana más guapa       | Irina Baeva                    | Nominada   |
| El villano más guapo       | Juan Vidal                     | Nominado   |
| El más guapo               | Gabriel Soto                   | Nominado   |
| El más guapo               | Pablo Montero                  | Nominado   |
| La más guapa               | Irina Baeva                    | Nominada   |
| La más guapa               | Laura Vignatti                 | Nominada   |
| Pareja favorita            | Vanessa Guzmán y Gabriel Soto  | Nominados  |
| Pareja favorita            | Laura Vignatti y Pablo Montero | Nominados  |
| La sonrisa más bella       | Gabriel Soto                   | Nominado   |
| El mejor final             | Juan Osorio                    | Nominado   |
| Mejor reparto              | Juan Osorio                    | Nominado   |